# Athletic Club Sparta Praha fotbal 2014-2015
Questa voce raccoglie le informazioni riguardanti l'Athletic Club Sparta Praha fotbal nelle competizioni ufficiali della stagione 2014-2015.

## Stagione
Anche in questa stagione lo Sparta Praga si ritrova a lottare per il titolo nazionale con il Viktoria Pilsen: dopo esser stato in vetta al torneo fino alla terza giornata, in seguito a due sconfitte consecutive nei due turni seguenti, il club perde terreno e si fa superare dal Viktoria Pilsen, che era rimasto indietro nelle primissime giornate. I granata restano in scia dei rivali fino alla tredicesima giornata, quella dello scontro diretto contro il Viktoria, che vince 2-0 e allunga a più quattro. Nel turno seguente lo Sparta Praga si riporta a -1 in seguito a una sconfitta esterna della squadra di Pilsen. A dieci match dalla conclusione del torneo lo Sparta scende a -5; il Viktoria Pilsen perde qualche colpo sul finale di campionato, ma lo Sparta fa troppi passi falsi e alla fine chiude il torneo al secondo posto a meno cinque, nonostante i gol di Lafata, eletto capocannoniere del campionato ceco.
In Coppa i praghesi superano Sokol Živanice (1-3) e Příbram (2-4), uscendo dalla competizioni ai quarti di finale contro lo Jablonec (2-3).
In Europa lo Sparta gioca la UEFA Champions League ed estromette il Levadia Tallinn con un netto 8-1: nella sfida di andata, l'attaccante David Lafata realizza cinque reti nel 7-0 finale. Lo stesso Lafata è protagonista anche nella partita d'andata del turno seguente, contro il Malmö FF, match vinto per 4-2 grazie a una sua tripletta: al ritorno gli svedesi vincono 2-0 e passano il turno per la regola dei gol in trasferta. Nonostante gli otto gol in quattro sfide di Lafata, il club ceco è retrocesso in Europa League.
Dopo aver superato gli olandesi dello Zwolle (4-2 complessivo), lo Sparta Praga accede alla fase a gironi, venendo inserito in un raggruppamento comprendente Napoli, Young Boys e Slovan Bratislava. Nelle sei partite della fase a gironi, il club totalizza 10 punti, trascinato anche qui dai gol di Lafata (cinque in sei sfide), ma giunge al terzo posto dietro a Napoli e Young Boys ed è eliminato dall'Europa League.

## Calciomercato
Vojtěch Vorel è integrato in prima squadra dalle giovanili.

### Sessione estiva(dal 1º/7 al 31/8)
| Acquisti | Acquisti        | Acquisti       | Acquisti                        |
| R.       | Nome            | da             | Modalità                        |
| -------- | --------------- | -------------- | ------------------------------- |
| P        | Miroslav Miller | Mladá Boleslav | definitivo (gratuito)           |
| P        | Marek Štěch     | Yeovil Town    | definitivo (gratuito)           |
| P        | David Bičík     | Karşıyaka      | definitivo (cifra non definita) |
| D        | Radoslav Kováč  | Slovan Liberec | definitivo (gratuito)           |
| D        | Manuel Pamić    | Siena          | fine prestito                   |
| D        | Jakub Podaný    | Kallonī        | fine prestito                   |
| C        | Kamil Vacek     | Chievo         | definitivo (cifra non definita) |
| A        | Bekim Balaj     | Jagiellonia    | fine prestito                   |

| Cessioni | Cessioni          | Cessioni            | Cessioni                        |
| R.       | Nome              | a                   | Modalità                        |
| -------- | ----------------- | ------------------- | ------------------------------- |
| P        | Tomáš Vaclík      | Basilea             | definitivo (€ 2 milioni)        |
| P        | Marek Čech        | Delhi Dynamos       | definitivo (gratuito)           |
| P        | Milan Švenger     | Bohemians 1905      | prestito                        |
| D        | Marek Krátký      | Teplice             | fine prestito                   |
| D        | Pablo Gil Sarrión |                     | svincolato                      |
| D        | Roman Polom       | Dukla Praga         | prestito                        |
| D        | Jakub Podaný      | Atlético de Kolkata | prestito                        |
| D        | Matěj Hybš        | Vysočina Jihlava    | prestito                        |
| C        | Milan Jirásek     | Teplice             | prestito                        |
| C        | Rudolf Reiter     | Viktoria Žižkov     | prestito                        |
| C        | Jan Sýkora        | Zbrojovka Brno      | prestito                        |
| C        | Aleš Čermák       | Hradec Králové      | prestito                        |
| A        | Jiří Skalák       | Mladá Boleslav      | fine prestito                   |
| A        | Bekim Balaj       | Slavia Praga        | definitivo (cifra non definita) |

### Sessione invernale(dal 3/1 al 4/2)
| Acquisti | Acquisti       | Acquisti            | Acquisti              |
| R.       | Nome           | da                  | Modalità              |
| -------- | -------------- | ------------------- | --------------------- |
| D        | Jakub Podaný   | Atlético de Kolkata | fine prestito         |
| D        | Juraj Chvátal  | Senica              |                       |
| C        | Milan Jirásek  | Teplice             | fine prestito         |
| C        | Herolind Shala | Odd                 | definitivo (gratuito) |
| C        | Ivan Schranz   | Spartak Trnava      | prestito              |

| Cessioni | Cessioni       | Cessioni       | Cessioni                         |
| R.       | Nome           | a              | Modalità                         |
| -------- | -------------- | -------------- | -------------------------------- |
| D        | Manuel Pamić   | Frosinone      | definitivo (cifra non definita)  |
| C        | Josef Hušbauer | Cagliari       | prestito (oneroso a € 1 milione) |
| C        | Kamil Vacek    | Mladá Boleslav | prestito                         |
| C        | Milan Jirásek  | Baník Ostrava  | prestito                         |
| A        | Roman Bednář   | Příbram        | prestito                         |
| A        | Tomáš Přikryl  | Dukla Praga    | prestito                         |

### Fuori sessione(dal 5/2 al 31/3)
| Acquisti | Acquisti             | Acquisti                | Acquisti                        |
| R.       | Nome                 | da                      | Modalità                        |
| -------- | -------------------- | ----------------------- | ------------------------------- |
| A        | Fabrice-Jean Picault | Ft. Lauderdale Strikers | definitivo (cifra non definita) |
| A        | Václav Kadlec        | Eintracht Francoforte   | prestito (oneroso a € 100.000)  |

| Cessioni | Cessioni         | Cessioni       | Cessioni |
| R.       | Nome             | a              | Modalità |
| -------- | ---------------- | -------------- | -------- |
| C        | Michal Breznaník | Slovan Liberec | prestito |

## Rosa
| N. |                           | Ruolo | Calciatore       |
| -- | ------------------------- | ----- | ---------------- |
| 1  | Rep. Ceca (bandiera)      | P     | Marek Štěch      |
| 3  | Rep. Ceca (bandiera)      | A     | Václav Kadlec    |
| 4  | Rep. Ceca (bandiera)      | D     | Ondřej Švejdík   |
| 5  | Rep. Ceca (bandiera)      | D     | Jakub Brabec     |
| 6  | Rep. Ceca (bandiera)      | C     | Lukáš Vácha      |
| 8  | Rep. Ceca (bandiera)      | C     | Marek Matějovský |
| 9  | Rep. Ceca (bandiera)      | C     | Bořek Dočkal     |
| 10 | Albania (bandiera)        | A     | Herolind Shala   |
| 15 | Rep. Ceca (bandiera)      | A     | Radoslav Kováč   |
| 16 | Rep. Ceca (bandiera)      | D     | Pavel Kadeřábek  |
| 18 | Costa d'Avorio (bandiera) | C     | Tiémoko Konaté   |
| 19 | Slovacchia (bandiera)     | D     | Juraj Chvátal    |
| 20 | Stati Uniti (bandiera)    | A     | Fabrice Picault  |

| N. |                       | Ruolo | Calciatore       |  |
| -- | --------------------- | ----- | ---------------- |  |
| 21 | Rep. Ceca (bandiera)  | A     | David Lafata     |  |
| 23 | Rep. Ceca (bandiera)  | C     | Ladislav Krejčí  |  |
| 25 | Rep. Ceca (bandiera)  | C     | Mario Holek      |  |
| 26 | Zimbabwe (bandiera)   | D     | Costa Nhamoinesu |  |
| 27 | Rep. Ceca (bandiera)  | P     | Miroslav Miller  |  |
| 28 | Slovacchia (bandiera) | A     | Ivan Schranz     |  |
| 30 | Rep. Ceca (bandiera)  | A     | Lukáš Juliš      |  |
| 31 | Rep. Ceca (bandiera)  | P     | Vojtěch Vorel    |  |
| 35 | Rep. Ceca (bandiera)  | P     | David Bičík      |  |
| 37 | Rep. Ceca (bandiera)  | C     | Jakub Řezníček   |  |
| 38 | Rep. Ceca (bandiera)  | C     | Jakub Podaný     |  |
| 49 | Rep. Ceca (bandiera)  | C     | Patrik Schick    |  |